# Aradus funestus
Aradus funestus är en insektsart som beskrevs av Ernst Evald Bergroth 1913. Aradus funestus ingår i släktet Aradus och familjen barkskinnbaggar. Inga underarter finns listade i Catalogue of Life.